# Casbia didymosticta
Casbia didymosticta là một loài bướm đêm trong họ Geometridae.